# Cherenkov Telescope Array

Al centro sono posti i 4 LST, circondati dagli MST, di cui sono visibili 2 SCT a sinistra più avanti e a destra più indietro. In basso, in primo piano, sono visibili i 3 modelli di SST, quali, da sinistra a destra, SST-1M, ASTRI, GCT

Il Cherenkov Telescope Array (CTA) è un progetto che vede coinvolti paesi e ricercatori di tutto il mondo per la realizzazione di due grandi osservatori astronomici (uno nell'emisfero nord ed uno nell'emisfero sud della Terra) che studieranno l'Universo attraverso i raggi gamma di altissima energia.

## Telescopi Cherenkov - Osservazioni gamma da terra

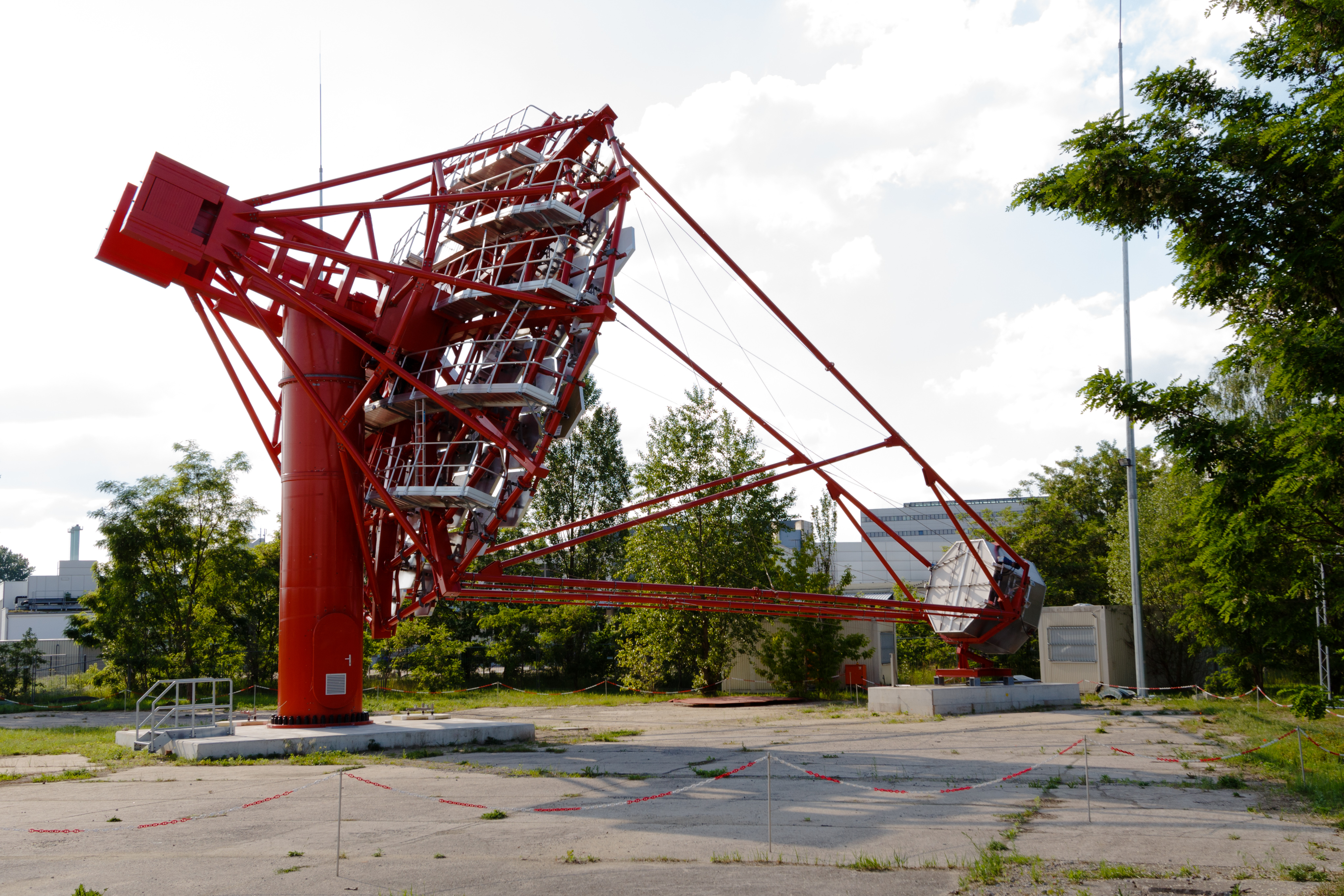
Modello dell'antenna di dimensioni medie a Berlino

I fotoni gamma di alta e altissima energia (superiore a qualche decina di GeV) provenienti dallo spazio profondo possono attraversare senza problemi tutta la nostra galassia ma, una volta penetrati nell'atmosfera terrestre, sono “costretti” ad interagire con gli atomi e le molecole che trovano sul loro cammino. L'interazione dà origine ad uno sciame di particelle che si propaga attorno alla direzione di provenienza del fotone gamma primario.  Le particelle dello sciame sono in gran parte elettroni e positroni molto energetici che si muovono con velocità superiore alla velocità di propagazione della luce nello stesso mezzo (la velocità della luce è una costante nel vuoto ma, nei mezzi materiali, dipende dall'indice di rifrazione del mezzo). Questa differenza positiva di velocità provoca l'emissione di un brevissimo lampo di luce bluastra, detta radiazione Čerenkov dal nome del fisico russo Pavel Čerenkov, premio Nobel nel 1958, che per primo la osservò negli acceleratori.
L'emissione di radiazione Čerenkov è massima laddove il numero di particelle di sciame è più elevato; nell'atmosfera terrestre (basso indice di rifrazione) e per fotoni primari gamma di altissima energia ciò avviene ad una altitudine di circa 10 km dal suolo; la radiazione si apre in un cono di circa 1.2° attorno alla direzione di avanzamento dello sciame e illumina a terra un'area dell'ordine di 120 m di raggio: così, utilizzando telescopi con sensori veloci e normali specchi parabolici posti all'interno di quest'area, di notte è possibile rivelare a terra la luce Čerenkov e, studiandone i dettagli, ricostruire la direzione di arrivo dei fotoni gamma primari.

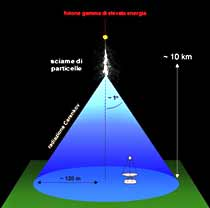

In questo modo l'atmosfera terrestre diventa un enorme rivelatore di raggi gamma di alta energia.
Bisogna notare che lo stesso effetto viene registrato nel caso dell'interazione dei protoni dei raggi cosmici con l'atmosfera. Fortunatamente, le caratteristiche dei lampi Čerenkov prodotti dai protoni e dai fotoni sono diverse e ciò rende possibile distinguere i fotoni dai molto più frequenti protoni.
I lampi Čerenkov durano soltanto pochi nanosecondi e, se derivanti da raggi gamma di energia 1 TeV, emettono un flusso di circa 100 fotoni/m2. Questi lampi hanno un'emissione compresa tra il blu e il vicino ultravioletto e possono essere osservati solo da grandi telescopi in grado di differenziare il flusso da essi prodotto dal fondo diffuso dall'atmosfera. Dato che quest'ultimo in una notte di luna nuova tra i 350 nm ed i 450 nm è di 1012 fotoni m−2 s−1  sr e tenendo conto del fatto che l'angolo sotteso dai lampi Čerenkov è di poco più di 1°, questi telescopi devono avere un piccolo campo di vista e tempi d'integrazione paragonabili ai nanosecondi di durata dei flash. In questo modo, però, è possibile ottenere un fondo di soli 1-2 fotoni/m2, una quantità di molto inferiore al flusso prodotto dai flash Čerenkov.

## Visione stereoscopica

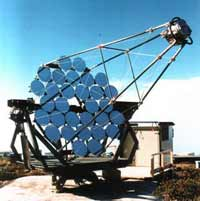

Un tipico telescopio Čerenkov produce l'immagine del “lampo di luce” che appare come una macchia luminosa con una risoluzione angolare di circa 1°.
Con un singolo telescopio che visualizza una sola immagine dell'evento è difficile ricostruirne l'esatta geometria e risalire all'energia del fotone gamma primario. Per migliorare la risoluzione angolare occorre ricorrere alla tecnica stereoscopica osservando lo stesso evento da angolazioni diverse facendo uso di più telescopi posti a distanza ottimale gli uni dagli altri.
In questo modo, combinando le immagini ottenute, è possibile risalire alla traiettoria dello sciame di particelle e quindi definire l'asse ed il vertice del cono Čerenkov, dati indispensabili per determinare l'energia e la direzione di arrivo del fotone gamma.

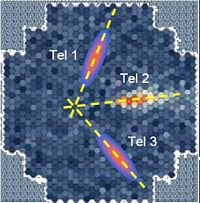

La tecnica stereoscopica migliora notevolmente la risoluzione angolare ed energetica, e la capacità di distinguere tra fotoni e protoni; inoltre, combinando diversi telescopi, si aumenta l'area di rilevazione.

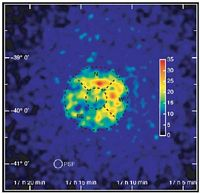

Il primo osservatorio ad utilizzare questa tecnica rivoluzionaria è stato HEGRA che ha completato nel 1998 il sistema di 5 telescopi.  Nel 2002 è entrato in attività il sistema H.E.S.S., un osservatorio composto da quattro telescopi nel deserto della Namibia (a questi nel 2012 si è aggiunto un quinto di maggiori dimensioni).
Utilizzando questa tecnica sono stati ottenuti risultati straordinari. H.E.S.S. copre un campo di vista di 5° e permette di ottenere risoluzioni angolari superiori a 0,1°. Nei migliori dei casi è possibile stimare la posizione di una sorgente gamma con una precisione di 30 secondi d'arco.
La tecnica stereoscopica è ora utilizzata da tutti i grandi osservatori per astronomia gamma da terra. MAGIC alle isole Canarie consiste di due telescopi di 17 m di diametro mentre VERITAS (in Arizona) presso l'osservatorio Whipple ne ha quattro.

## Il progetto CTA
Per essere efficace su un largo intervallo di energie, è necessario servirsi di un insieme di telescopi di diverse dimensioni spaziati tra loro in modo da ottimizzare la raccolta del segnale celeste. Per questo l'osservatorio CTA prevede l'utilizzo di tre tipi di telescopi:
- grandi (LST, Large Sized Telescope), con diametro dello specchio parabolico dell'ordine dei 23 m, frutto di una collaborazione tra dieci paesi: Brasile, Croazia, Francia, Germania, Giappone, India, Italia, Polonia, Spagna e Svezia.
- medi (MST, Medium Sized Telescope), il cui specchio parabolico ha un diametro dell'ordine dei 12  m. L'MST vero e proprio ha una parabola del diametro di 11,5 m, con lunghezza focale di 16 m e costituito da 90 specchi esagonali.  Questo progetto è una collaborazione tra Austria, Brasile, Francia, Germania, Italia, Polonia, Spagna e Svizzera. Dispone di due strumenti: "NectarCAM" costituita da 265 moduli, a loro volta fatti da 7 foto-rivelatori, e "FlashCAM" costituito da 12 tubi fotomoltiplicatori uniti in un piano rilevatore di fotoni.[5] Un'alternativa è lo Schwarzschild-Couder Telescope (SCT), progetto statunitense con collaborazioni italiane, tedesche, giapponesi e messicane, dotato di un'ottica a due specchi entrambi attivi. Dispone di un'alta risoluzione angolare, merito dei "fotomoltiplicatori al silicio" con un campo di vista di 8°.[6] Nel gennaio 2019 è stato inaugurato il primo prototipo di SCT presso l'Osservatorio Whipple e le due superfici riflettenti sono costituite rispettivamente da 48 e 24 specchi.[7]
- piccoli (SST, Small-Sized Telescope) con diametro dello specchio parabolico fino a 4 m. Per lo Small Sized Telescope ci sono tre diversi progetti. L'SST-1M, deriva dal MST, con un solo specchio segmentato di 4 m, il cui progetto è una collaborazione tra Irlanda, Polonia, Repubblica Ceca, Svizzera e Ucraina. Ad esso si aggiungono il progetto ASTRI italiano, con collaborazione brasiliana e sudafricana, e il GCT, da Australia, Francia, Germania, Giappone, Olanda e Regno Unito. Questi due presentano un'ottica Schwarzschild-Couder con specchio secondario monolitico e lo specchio primario del GCT è composto da 6 sezioni circolari, al posto dei 18 esagonali su ASTRI e SST-1M. Nel maggio 2018 è stato deciso che i tre progetti verranno uniti convergendosi in uno solo e nel giugno 2019 è stato scelto che convergeranno nel progetto ASTRI.[8]

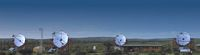

I telescopi di grandi dimensioni sono particolarmente adatti per rivelare segnali di fotoni gamma nella parte più bassa dell'intervallo di energia considerato, a partire da 50 GeV.  Man mano che si sale in energia, il flash Čerenkov diventa sempre più intenso. Per questo, le dimensioni dei telescopi possono diminuire, mentre la spaziatura aumenta per aumentare l'area di raccolta del segnale. Questo accorgimento è fondamentale perché il numero di fotoni da rivelare diminuisce drasticamente all'aumentare dell'energia. Il progetto attuale dell'osservatorio CTA prevede la costruzione di quattro telescopi grandi, venti medi e cinquanta piccoli disposti su un'area di decine di km quadrati.
Il CTA sarà composto da due reti di telescopi che copriranno l'osservazione dell'intero cielo: il sito primario sarà nell'emisfero sud da dove è visibile la maggior parte della Via Lattea, la nostra galassia; il secondo sito sarà situato nell'emisfero nord del nostro pianeta e sarà dedicato all'osservazione delle sorgenti extragalattiche.
Il progetto CTA è uno sforzo di tutta la comunità astrofisica mondiale. Il consorzio CTA coinvolge 1000 scienziati di 25 diversi Paesi: Argentina, Armenia, Austria, Brasile, Bulgaria, Croazia, Finlandia, Francia, Germania, Giappone, Grecia, India, Irlanda, Italia, Namibia, Paesi Bassi, Polonia, Repubblica Ceca, Slovenia, Spagna, Sud Africa, Svezia, Svizzera, UK e USA.
| [ 9 ]                           | Small Sized Telescope SST | Small Sized Telescope SST | Small Sized Telescope SST | Medium Sized Telescope MST       | Medium Sized Telescope MST | Large Sized Telescope LST |
| [ 9 ]                           | ASTRI                     | GCT                       | SST-1M                    | MST                              | SCT                        | Large Sized Telescope LST |
| Intervallo di energia richiesta | 1 TeV - 300 TeV           | 1 TeV - 300 TeV           | 1 TeV - 300 TeV           | 80 GeV - 50 TeV                  | 80 GeV - 50 TeV            | 20 GeV - 3 TeV            |
| Intervallo a piena sensitività  | 5 TeV - 300 TeV           | 5 TeV - 300 TeV           | 5 TeV - 300 TeV           | 150 GeV - 5 TeV                  | 150 GeV - 5 TeV            | 20 GeV - 150 GeV          |
| Ottica                          | Schwarzschild-Couder      | Schwarzschild-Couder      | Davies-Cotton             | Davies-Cotton                    | Schwarzschild-Couder       | Parabolica                |
| Specchio primario               | 4,3 m                     | 4,0 m                     | 4,0 m                     | 11,5 m                           | 9,7 m                      | 23,0 m                    |
| Specchio secondario             | 1,8 m                     | 2,0 m                     | /                         | /                                | 5,4 m                      | /                         |
| Campo di vista                  | 10,5°                     | 8,3°                      | 8,8°                      | 7,5° (FlashCam) 7,7° (NectarCam) | 7,6°                       | 4,3°                      |
| Numero di pixel                 | 2368                      | 2048                      | 1296                      | 1764 (FlashCam) 1855 (NectarCam) | 11328                      | 1855                      |

### Costruzione
Il progetto si divide nel centro settentrionale al Roque de los Muchachos (dotato di 4 LST, 15 MST) e nel centro meridionale in Cile, a meno di 10 km da Cerro Paranal, che coprirà un'area di circa 4 kmq (dotato di 4 LST, 25 MST, 70 SST).
A ottobre 2018 è stato inaugurato a La Palma il primo LST. È in programma di presentare nel 2019 i piani di costruzione, mentre si prevede che i due centri saranno operativi dal 2025.

## Partecipazione italiana al progetto CTA
L'Italia partecipa attivamente al CTA attraverso l'Istituto nazionale di astrofisica, l'Istituto Nazionale di Fisica Nucleare, ed alcune università. La persona di riferimento per la partecipazione INAF a CTA è Patrizia Caraveo mentre il rappresentante italiano nel Resource Board è il Direttore Scientifico di INAF Paolo Vettolani. Dal 2016 ha sede a Bologna il quartier generale del CTA, in un edificio condiviso con il Dipartimento di Fisica e Astronomia dell'Università di Bologna.
INAF sta portando avanti la costruzione di un prototipo completo di un telescopio di piccole dimensioni (SST), dedicato alle più alte energie, all'interno di un progetto bandiera del MIUR denominato ASTRI.
Una volta completata la verifica del corretto funzionamento del prototipo, il progetto ASTRI 
continuerà con la costruzione di un mini-array di repliche del prototipo da posizionare nel sito scelto per CTA Sud.